# حق پوشش
حق پوشش یا حق پوشاک به عنوان یک حق بشری در اسناد مختلف حقوق بشر بین‌المللی به رسمیت شناخته شده‌است. این حق، همراه با حق غذا و حق مسکن، بخشی از حقوق برخورداری از استانداردهای مناسب زندگی است که طبق ماده ۱۱ میثاق بین‌المللی حقوق اقتصادی، اجتماعی و فرهنگی (ICESCR) به رسمیت شناخته شده‌است. حق پوشش نیز طبق ماده ۲۵ اعلامیه جهانی حقوق بشر (UDHR) به رسمیت شناخته شده‌است. 

## ذینفعان

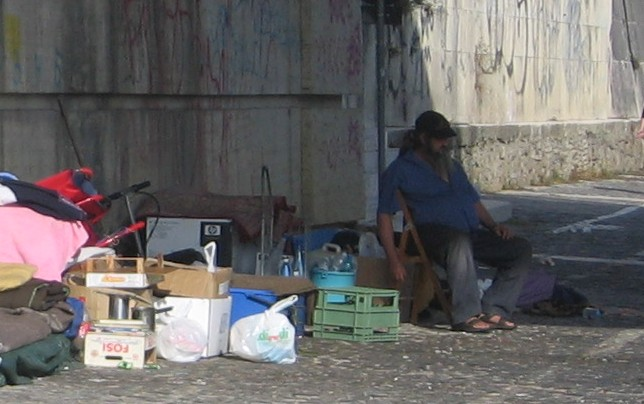
بی خانمان‌ها بخشی از جامعه هستند که به شدت از نبود لباس کافی رنج می‌برند.

حق پوشاک جنبه ای از حق برخورداری از استانداردهای مناسب زندگی را تشکیل می‌دهد و به این ترتیب، به عنوان چیزی تلقی می‌شود که باید تضمین شود تا از ادامه زندگی مردم در زیر خط فقر جلوگیری کند. 
برای نشان دادن اینکه حق پوشاک چقدر گسترده‌است، استفان جیمز فهرستی غیر جامیع از ذینفعان حق حداقلی حق پوشش را ارائه کرده‌است. در این فهرست آن دسته از اقشار جامعه هستند که از کمبود لباس بیشترین آسیب را می‌بینند نیز شامل شده‌اند، مانند:
- افراد کم اقبال، از جمله افراد بیکار، اشتغال به طور ناقص و شاغلان فقیر.
- بازنشستگان و سایر افراد وابسته به تامین اجتماعی.
- بی خانمان‌ها و دیگران در سرپناه ناکافی؛
- کسانی که در اسکان اضطراری (به عنوان مثال، پناهگاه‌های زنان)، اعم از دولتی یا خصوصی (از جمله اقامتگاه‌های خیریه) هستند.
- سالمندان، خواه در مسکن خصوصی یا اجاره ای، یا خانه‌های سالمندان دولتی، تجاری یا خیریه، بیمارستان‌ها و آسایشگاه ها؛
- افرادی که از بیماری‌های روانی جدی یا معلولیت‌های ذهنی یا جسمی رنج می‌برند (اعم از اینکه به‌طور مستقل در خانه زندگی می‌کنند، با اعضای خانواده یا دیگران، یا در واحدهای مسکونی جامعه، خانه‌های نیمه راه، بیمارستان‌های دولتی یا خصوصی و سایر موسسات).
- کودکان و نوجوانان، به ویژه یتیمان و مجرمان نوجوان در مراکز نگهداری، موسسات دولتی یا بازداشتگاه ها؛
- بیماران و مجروحان در بیمارستان‌ها (یا مراکز توانبخشی)، از جمله کسانی که به دلیل اعتیاد به الکل و سایر وابستگی‌های مربوط به مواد مخدر درمان می‌شوند.
- زندانیان در بازداشت یا غیر آن؛
- کارگران در صنایع خطرناک (مثلاً صنایع شیمیایی و صنایع معدنی)، یا کار در شرایط عمومی ظالمانه (مثلاً بیگارخانه)، که زندگی یا سلامت آنها به لباس‌های محافظ (از جمله کودکان کارگر) بستگی دارد.
- افراد بومی که در شرایط فقیرانه زندگی می‌کنند؛
- پناهندگان، پناهجویان، و کارگران مهاجر (به ویژه کسانی که به‌طور غیرقانونی در بازار سیاه کار می‌کنند). و
- قربانیان بلایای طبیعی، ناآرامی‌های داخلی، جنگ‌های داخلی و بین‌المللی (از جمله اسیران جنگی)، آزار و اذیت نسل‌کشی و دیگر جابجایی‌های آسیب زا.

## تعامل بین حق پوشش و سایر حقوق بشر
از آنجایی که حق پوشش به یک جنبه اساسی بشریت مربوط می‌شود، طبیعتاً با سایر حقوق بشری که در اسناد مختلف حقوقی بشر گنجانده شده‌اند، در تعامل است.

### استناد درون خطی
1. ↑  James 2008.
2. ↑  IHRC 2014.
3. ↑  James 2008, p. 3.
4. ↑  James, Stephen (June 26–28, 2008). "A Forgotten Right? The Right to Clothing in International Law" (PDF). Australian and New Zealand Society of International Law. New Zealand Society of International Law. Archived from the original (PDF) on January 27, 2014. Retrieved July 15, 2014.